# Commonwealth Games 2006/Teilnehmer (Namibia)
| Gelbes Symbol für Goldmedaillen mit stilisierten Olympischen Ringen | Graues Symbol für Silbermedaillen mit stilisierten Olympischen Ringen | Braundes Symbol für Bronzemedaillen mit stilisierten Olympischen Ringen |
| ------------------------------------------------------------------- | --------------------------------------------------------------------- | ----------------------------------------------------------------------- |
| 1                                                                   | —                                                                     | 1                                                                       |

Bei den Commonwealth Games 2006 nahm Namibia mit 40 Athleten teil.

## Medaillen

### Medaillenspiegel
| Rang   | Sportart | Gold | Silber | Bronze | Gesamt |
| ------ | -------- | ---- | ------ | ------ | ------ |
| 1      | Boxen    | 1    | –      | –      | 1      |
| 2      | Schießen | –    | –      | 1      | 1      |
| Gesamt | Gesamt   | 1    | 0      | 1      | 2      |

### Medaillengewinner
| Name/n         | Sportart | Wettkampf        |
| -------------- | -------- | ---------------- |
| Gold           |          |                  |
| Jafet Uutoni   | Boxen    | bis 48 kg        |
| Bronze         |          |                  |
| Friedhelm Sack | Schießen | 10 m Luftpistole |

## Teilnehmer nach Sportarten

### Bowls
| Athleten                                       | Wettbewerb | Qualifikation   | Qualifikation | Viertelfinale   | Viertelfinale | Halbfinale      | Halbfinale | Finale          | Finale |
| Athleten                                       | Wettbewerb | Gegner Ergebnis | Rang          | Gegner Ergebnis | Rang          | Gegner Ergebnis | Rang       | Gegner Ergebnis | Rang   |
| ---------------------------------------------- | ---------- | --------------- | ------------- | --------------- | ------------- | --------------- | ---------- | --------------- | ------ |
| Männer                                         |            |                 |               |                 |               |                 |            |                 |        |
| Douw Calitz                                    | Einzel     |                 |               |                 |               |                 |            |                 | 12     |
| Willem Esterhuizen Alexander Joubert           | Paar       |                 |               |                 |               |                 |            |                 | 14     |
| Willem Esterhuizen Steven Peak Ewald Vermeulen | 3er Team   |                 |               |                 |               |                 |            |                 | 11     |

### Boxen
| Athleten             | Wettbewerb | Vorrunde 1 | Vorrunde 1 | Vorrunde 2 | Vorrunde 2 | Viertelfinale | Viertelfinale | Halbfinale | Halbfinale | Finale | Finale   |
| Athleten             | Wettbewerb | Gegner     | Ergebnis   | Gegner     | Ergebnis   | Gegner        | Ergebnis      | Gegner     | Ergebnis   | Gegner | Ergebnis |
| -------------------- | ---------- | ---------- | ---------- | ---------- | ---------- | ------------- | ------------- | ---------- | ---------- | ------ | -------- |
| Männer               |            |            |            |            |            |               |               |            |            |        |          |
| Paulus Ambunda       | bis 51 kg  |            |            |            |            |               |               |            |            |        |          |
| Mujandjae Kasuto     | bis 64 kg  |            |            |            |            |               |               |            |            |        |          |
| Johannes Mwetupunga  | bis 69 kg  |            |            |            |            |               |               |            |            |        |          |
| Immanuel Naidjala    | bis 54 kg  |            |            |            |            |               |               |            |            |        |          |
| G. H. Ndokosho       | bis 57 kg  |            |            |            |            |               |               |            |            |        |          |
| Jatoorora Tjingaveta | bis 60 kg  |            |            |            |            |               |               |            |            |        |          |
| Jafet Uutoni         | bis 48 kg  |            |            |            |            |               |               |            |            |        | 1        |

### Gymnastik
| Athletinnen     | Wettbewerb      | Qualifikation | Qualifikation | Finale | Finale |
| Athletinnen     | Wettbewerb      | Punkte        | Rang          | Punkte | Rang   |
| --------------- | --------------- | ------------- | ------------- | ------ | ------ |
| Männer          |                 |               |               |        |        |
| Robert Honiball | Einzelwettkampf |               |               | 79,800 | 17     |

### Leichtathletik
Laufen und Gehen
| Athleten            | Wettbewerb   | Runde 1         | Runde 1         | Halbfinale      | Halbfinale      | Finale          | Finale          | Rang            |
| Athleten            | Wettbewerb   | Zeit            | Rang            | Zeit            | Rang            | Zeit            | Rang            | Rang            |
| ------------------- | ------------ | --------------- | --------------- | --------------- | --------------- | --------------- | --------------- | --------------- |
| Frauen              |              |                 |                 |                 |                 |                 |                 |                 |
| Beata Naigambo      | Marathonlauf | –               | –               | –               | –               | nicht beendet   | nicht beendet   | nicht beendet   |
| Männer              |              |                 |                 |                 |                 |                 |                 |                 |
| Hitjivirue Kaanjuka | 200 m        | disqualifiziert | disqualifiziert | disqualifiziert | disqualifiziert | disqualifiziert | disqualifiziert | disqualifiziert |

### Radsport
Straße 
| Athleten              | Wettbewerb       | Zeit          | Rang          |
| --------------------- | ---------------- | ------------- | ------------- |
| Männer                |                  |               |               |
| Marc Bassingthwaighte | Straßenrennen    | nicht beendet | nicht beendet |
| Jacques Celliers      | Einzelzeitfahren | 55:09,34 min  | 27            |
| Jacques Celliers      | Straßenrennen    | 4:22:33 h     | 34            |
| Dan Craven            | Einzelzeitfahren | 54:23,13 min  | 18            |
| Dan Craven            | Straßenrennen    | 4:05:53 h     | 17            |
| Mannie Heymans        | Straßenrennen    | nicht beendet | nicht beendet |
| Arno Viljoen          | Einzelzeitfahren | 55:49,14 min  | 25            |
| Arno Viljoen          | Straßenrennen    | 4:15:43 h     | 29            |
| Michael Swanepoel     | Straßenrennen    | nicht beendet | nicht beendet |

Mountainbike
| Athleten              | Wettbewerb    | Zeit      | Rang |
| --------------------- | ------------- | --------- | ---- |
| Männer                |               |           |      |
| Marc Bassingthwaighte | Cross Country | 2:26:33 h | 14   |
| Mannie Heymans        | Cross Country | 2:21:32 h | 9    |
| Ermin van Wyk         | Cross Country | 2:28:56 h | 17   |

### 7er-Rugby
| Männer |           |  |  |  |  |  |   |
| Arrie Deon Mouton Cornelius Powell Du Preez Grobler Elrich Jansen Herman Lintvelt Jacques Bock Johannes Bock Jurie Booysen Melrick Africa Ronaldo Pedro Schalk van der Merwe Shaun van Rooi | 7er-Rugby |  |  |  |  |  | 5 |

### Schießen
| Athleten                     | Wettbewerb                 | Qualifikation   | Qualifikation | Finale          | Finale | Rang |
| Athleten                     | Wettbewerb                 | Ringe/ Scheiben | Rang          | Ringe/ Scheiben | Rang   | Rang |
| ---------------------------- | -------------------------- | --------------- | ------------- | --------------- | ------ | ---- |
| Frauen                       |                            |                 |               |                 |        |      |
| Gaby Ahrens                  | Trap                       |                 |               | 45              | 12     | 12   |
| Männer                       |                            |                 |               |                 |        |      |
| Leon Malherbe                | 10 m Luftpistole           |                 |               | 566             | 14     | 14   |
| Leon Malherbe                | 25 m Pistole               |                 |               | 541             | 18     | 18   |
| Leon Malherbe                | 50 m Pistole               |                 |               | 524             | 17     | 17   |
| Leon Malherbe                | Zentralfeuerpistole        |                 |               | 520             | 16     | 16   |
| Friedhelm Sack               | 10 m Luftpistole           |                 |               | 677,2           | 3      | 3    |
| Friedhelm Sack               | 25 m Pistole               |                 |               | 547             | 12     | 12   |
| Friedhelm Sack               | 50 m Pistole               |                 |               | 637,4           | 7      | 7    |
| Friedhelm Sack               | Zentralfeuerpistole        |                 |               | 534             | 25     | 25   |
| Leon Malherbe Friedhelm Sack | 10 m Luftpistole – Paar    |                 |               | 1117            | 10     | 10   |
| Leon Malherbe Friedhelm Sack | 25 m Pistole – Paar        |                 |               | 1081            | 9      | 9    |
| Leon Malherbe Friedhelm Sack | 50 m Pistole – Paar        |                 |               | 1071            | 4      | 4    |
| Leon Malherbe Friedhelm Sack | Zentralfeuerpistole – Paar |                 |               | 1092            | 10     | 10   |

### Schwimmen
| Athleten            | Wettbewerb          | Qualifikation | Qualifikation | Halbfinale  | Halbfinale | Finale | Finale |
| Athleten            | Wettbewerb          | Zeit          | Rang          | Zeit        | Rang       | Zeit   | Rang   |
| ------------------- | ------------------- | ------------- | ------------- | ----------- | ---------- | ------ | ------ |
| Frauen              |                     |               |               |             |            |        |        |
| Jonay Briedenhann   | 50 m Freistil       | 28,93 s       |               |             |            |        |        |
| Jonay Briedenhann   | 100 m Freistil      | 1:02,97 min   |               |             |            |        |        |
| Jonay Briedenhann   | 200 m Lagen         | 2:33,11 min   |               |             |            |        |        |
| Jonay Briedenhann   | 50 m Schmetterling  | 30,72 s       |               |             |            |        |        |
| Jonay Briedenhann   | 100 m Schmetterling | 1:08,04 min   |               |             |            |        |        |
| Jonay Briedenhann   | 50 m Rücken         | 33,52 s       |               |             |            |        |        |
| Jonay Briedenhann   | 100 m Rücken        | 1:12,52 min   |               |             |            |        |        |
| Jonay Briedenhann   | 200 m Rücken        |               |               | 2:36,87 min |            |        |        |
| Dannie'Lie van Zijl | 50 m Brust          | 36,26 s       |               |             |            |        |        |
| Dannie'Lie van Zijl | 100 m Brust         | 1:18,20 min   |               |             |            |        |        |
| Dannie'Lie van Zijl | 200 m Brust         | 2:49,19 min   |               |             |            |        |        |
| Dannie'Lie van Zijl | 200 m Lagen         | 2:34,82 min   |               |             |            |        |        |
| Männer              |                     |               |               |             |            |        |        |
| Alexander Ray       | 50 m Freistil       | 25,70         |               |             |            |        |        |
| Alexander Ray       | 100 m Freistil      | 55,73 s       |               |             |            |        |        |
| Alexander Ray       | 50 m Schmetterling  | 27,24 s       |               |             |            |        |        |
| Alexander Ray       | 100 m Schmetterling | 1:00,09 min   |               |             |            |        |        |